# Gefecht am Coleshill
Das Gefecht am Coleshill, auch Gefecht von Ewloe genannt, war ein Kampf zwischen englischen und walisischen Truppen während des Feldzugs von König Heinrich II. gegen Wales 1157. Es endete mit einem englischen Sieg.

## Vorgeschichte
Owain Gwynedd, der König des walisischen Königreichs Gwynedd, hatte während der Anarchy in England sein Reich zu Lasten des Königreichs Powys und der englischen Grafschaft Chester erweitern können. Im Sommer 1157 unternahm der junge englische König Heinrich II. einen gut vorbereiteten Feldzug, um die verlorenen englischen Gebiete zurückzuerobern und um die englische Oberherrschaft über Gwynedd wiederherzustellen. Das englische Heer, bestehend aus einem feudalen Aufgebot aus Rittern und Fußsoldaten sowie einem Kontingent von Bogenschützen aus Shropshire zog im Juli oder August 1157 von Chester aus entlang des Westufers des River Dee nach Nordwesten, um anschließend entlang der Nordküste von Wales weiter nach Gwynedd vorzustoßen.

## Die Schlacht
Owain Gwynedd wählte eine für die Waliser ungewöhnliche Form der Verteidigung und stellte sich den Engländern mit seinem Heer in der Region unweit von Chester am River Dee entgegen. Der genaue Kampfort ist dabei zwischen den heutigen Städten Flint und Hawarden umstritten. Die Waliser errichteten eine mit Wällen befestigte Stellung zwischen dem River Dee und den dicht bewaldeten, von tief eingeschnittenen Bachtälern durchzogenen Hügeln im Westen. Heinrich II. teilte daraufhin sein Heer. Den Großteil seines Heeres mit der schweren Kavallerie befahl er, entlang des Flussufers gegen die walisische Stellung vorzurücken. Er selbst versuchte, mit einem Teil seines Heeres die walisische Stellung von Westen her zu umgehen und von der Flanke aus anzugreifen. Auf dem Weg durch die dicht bewaldeten Hügel am Coleshill wurden sie dabei aus dem Hinterhalt von walisischen Truppen unter Dafydd und Cynan ab Owain, zwei Söhnen von Owain Gwynedd, angegriffen. Bei dem Angriff erlitten die Engländer schwere Verluste, unter den Gefallenen waren auch Eustace FitzJohn, der Constable von Cheshire, und dem königlichen Dapifer Robert de Courcy. Der König selbst wurde vermutlich leicht verwundet. Der königliche Constable Henry d’Essex glaubte daraufhin, dass der König gefallen war, warf die königliche Standarte fort und flüchtete. Roger de Clare, 2. Earl of Hertford konnte die königliche Standarte retten und die englischen Truppen wieder sammeln. Als Heinrich II. wieder zu seinen Truppen stieß, unternahmen die Engländer einen erneuten Vorstoß, drängten die Waliser zurück und nahmen ihren Vormarsch durch die Wälder wieder auf. Angesichts der Bedrohung, von den englischen Truppen von der Flanke und in ihrem Rücken angegriffen zu werden, zogen sich die Waliser aus ihren Stellungen in der Flussebene nach Tal-Illwyn Pina westlich des River Clwyd, vermutlich einem Ort bei St Asaph, zurück.

## Folgen
Die englische Armee stieß weiter nach Rhuddlan Castle vor, das ebenso wie Basingwerk Castle wieder aufgebaut wurde. Angesichts der englischen Übermacht unterwarf sich Owain Gwynedd dem englischen König.
Entgegen der Tatsache, dass der Plan Heinrichs II. gelang, die walisischen Stellungen zu umgehen, wurde die Schlacht, in der der englische König in Lebensgefahr geriet, vor allem von der älteren walisischen Geschichtsschreibung oft als ähnlich bedeutender Sieg wie die Schlacht von Cymerau gefeiert.